# HMS Ocean (R68)
«Оушн» (англ. HMS Ocean (R68)) — британський легкий авіаносець часів Другої світової війни типу «Колоссус». П'ятий корабель з такою назвою у складі ВМС Великої Британії.

## Історія створення
Авіаносець «Оушн» був закладений 8 листопада 1942 на верфі Stephen & Sons, Глазго. Спущений на воду 8 липня 1943 року, став до ладу 8 серпня 1945 року.

## Історія служби

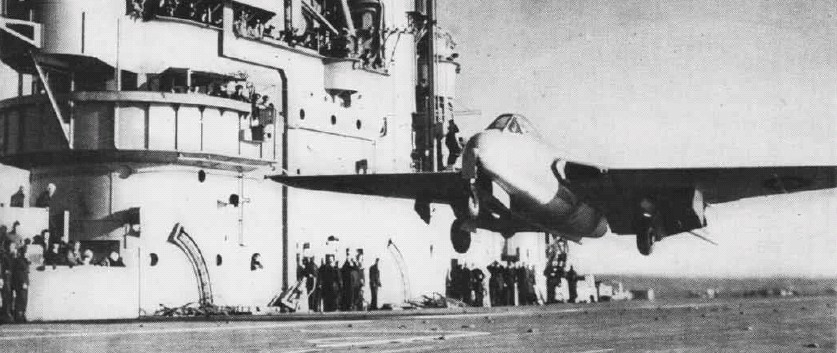
Приземлення de Havilland Vampire на палубу HMS Ocean (R68)

До грудня 1945 року авіаносець використовувався для підготовки авіагрупи нічних винищувачів. 3 грудня 1945 року на його палубу вперше в історії здійснив посадку реактивний літак de Havilland Vampire.
У 1946 році корабель здійснив похід у Середземне море, після чого ніс службу у флоті метрополії. Протягом 1946—1952 років здійснив 4 походи в Середземне море.
З травня по листопад 1952 року авіаносець брав участь у Корейській війні. Його літаки здійснили близько 5900 вильотів, в основному завдаючи ударів по об'єктах транспортної мережі та каботажного судноплавства. 9 серпня 1952 рок винищувач Hawker Sea Fury збив у повітряному бою літак МіГ-15.
З листопада 1952 року по квітень 1953 року авіаносець перебував у Середземному морі, де готував нову авіагрупу. З травня по липень 1953 року здійснив ще один похід до берегів Кореї. Його літаки здійснили 1533 вильоти, беручи участь в операції «Черокі» (знищення запасів матеріальних засобів в тилу ворога) та підтримці сухопутних військ.
У листопаді 1953 року корабель вирушив до Англії, куди прибув 17 грудня 1953 року. У 1954 році пройшов ремонт у Плімуті, після чого був включений до складу Домашнього Флоту, де використовувався як навчальний авіаносець. У серпні — вересні 1956 року здійснював перевезення військ на Мальту. Пізніше був переобладнаний на десантний вертольотоносець. У листопаді 1956 року брав участь у Суецькій кризі.
5 грудня 1957 року авіаносець вивели в резерв. У лютому 1960 року його продали приватній особі й у травні 1962 року продали на злам.